# Suzzara
Suzzara är en ort och kommun på Poslätten i provinsen Mantua i regionen Lombardiet, en av de norra regionerna i Italien. Kommunen hade 21 313 invånare (2018) och gränsar till kommunerna Dosolo, Gonzaga, Luzzara, Motteggiana, Pegognaga och Viadana.